# ドロレス・レドンド
ドロレス・レドンド・メイラ（Dolores Redondo Meira, 1969年 - ）は、スペイン・ギプスコア県サン・セバスティアン出身のハードボイルド小説家。「バスタン渓谷三部作」の著者であり、2016年にプラネータ賞を受賞した。

## 経歴

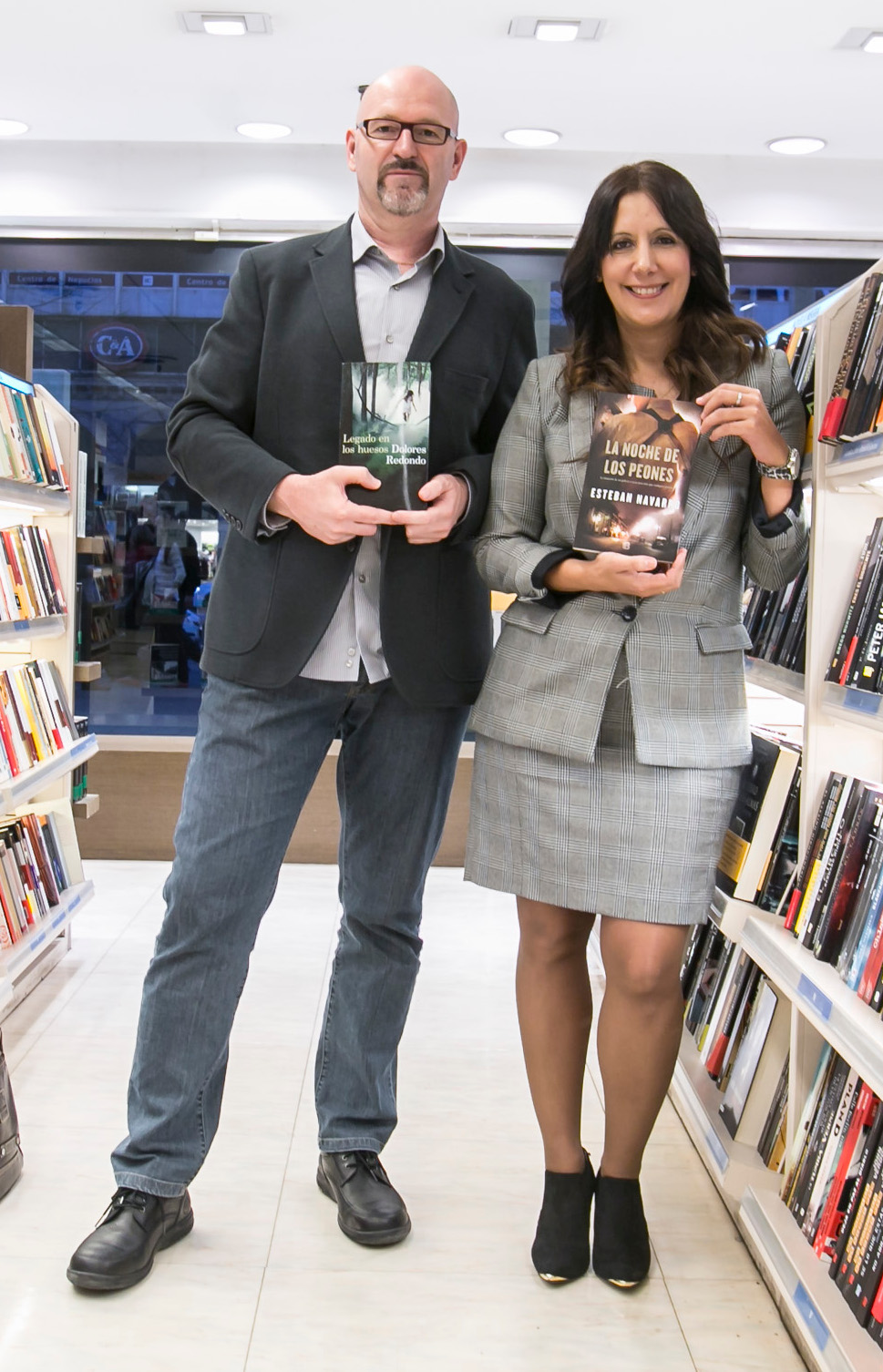
ドロレス・レドンド（右）とエステバン・ナバーロ

ドロレス・レドンドは1969年にギプスコア県サン・セバスティアンに生まれた。ビスカヤ県ビルバオのデウスト大学で法学を学び始めたが、学位は取得していない。その後サン・セバスティアンで食科学を学び、文筆活動に専念する前にはいくつかのレストランで働いた。2006年からはナバーラ州トゥデラ郊外のシントゥルエニゴに住んでいる。
短編小説や児童文学から文筆の世界に入り、2009年には処女作『Los privilegios del ángel』を刊行した。2013年前半には「バスタン渓谷三部作」の第1章である『バサジャウンの影』を刊行し、2013年11月にはシリーズ第2章である『Legado en los huesos』を、2014年11月にはシリーズ第3章である『Ofrenda a la tormenta』を刊行した。「バスタン渓谷三部作」は70万部以上を記録し、日本語を含む15言語以上に翻訳されている。この三部作はナバーラ州北部の農村地帯バスタンを舞台としている。この三部作にはナバーラ州の郷土菓子であるチャンチゴリ（豚の脂を使る甘い菓子）が鍵となる事物として登場し、三部作のおかげでチャンチゴリはスペイン全土での知名度を得た。
2016年には『Todo esto te daré』でプラネータ賞を受賞した。
スティーグ・ラーソンによるスウェーデンの小説『ミレニアム』の映画シリーズで製作総指揮を務めたピーター・ネーデルマンは、レドンドの処女作が出版されてすぐに映画化の権利を取得した。フェルナンド・ゴンサレス・モリーナが監督を務め、マルタ・エトゥラが主演を務めて、2017年に『バサジャウンの影』が公開された。日本では劇場公開されていないが、Netflixで放映されている。

## 邦訳作品
- 『バサジャウンの影』白川貴子 訳 早川書房 2016年12月

## 著作
- 2009年 『Los privilegios del ángel』
- 2013年 『El guardián invisible』[7] : 日本語では2016年に早川書房が『バサジャウンの影（スペイン語版）』（白川貴子 訳、ハヤカワ・ミステリ文庫）として刊行。
- 2014年 『Legado en los huesos』
- 2014年 『Ofrenda a la tormenta』[8]
- 2016年 『Todo esto te daré』